# Augustin Devaux
Pour les articles homonymes, voir Devaux.
Augustin Devaux est un homme politique français né le 30 août 1769 à Bourges (Cher) et mort le 10 octobre 1838 à Paris.

## Biographie
Avocat, il est procureur syndic du district de Châteauroux et présida, sous la Terreur, le tribunal révolutionnaire de cette ville. Commissaire du directoire près l'administration du département de l'Indre, il est député du Cher de 1798 à 1799, au conseil des Cinq-Cents. Il s'installe comme avocat à Bourges sous l'Empire. Maire de Bourges pendant les Cent-Jours, il est député du Cher de 1819 à 1837, siégeant avec les Doctrinaires. Il est signataire de l'adresse des 221. Il est nommé conseiller d’État en 1830.
Il est inhumé au cimetière du Père-Lachaise (27e division).

## Sources
- « Augustin Devaux », dans Adolphe Robert et Gaston Cougny, Dictionnaire des parlementaires français, Edgar Bourloton, 1889-1891 [détail de l’édition]